# ملعب هنري جوري
ملعب هنري جوري (بالإنجليزية: Stade Henri-Jooris)‏ هو ملعب كرة قدم متعدد الأغراض يقع في ليل، فرنسا، يتسع لـ 15,000 متفرج.

## التاريخ
افتتح الملعب في 1902. في 1975
تم هدم هذا الملعب.

## أهم الأحداث التي استضافها
- كأس العالم لكرة القدم 1938